# Championnats du monde Xterra 2021
Navigation
Édition précédente Édition suivante
Les championnats du monde Xterra 2021, organisé par la Team Unlimited depuis 1986, se déroule le 12 décembre à Kapalua dans l'État d'Hawaï. Les triathlètes qualifiés, professionnels ou amateurs s'affrontent lors d'une épreuve sur distance M, comprenant 1500 mètres de natation, 30 km de vélo tout terrain (VTT) et 10 km de course à pied hors route.

## Résultats
Les tableaux présentent les « Top 10 » hommes et femmes des championnats du monde.
| Position           | Triathlète              | Pays             | Temps           |
| ------------------ | ----------------------- | ---------------- | --------------- |
| Médaille d'or      | Hayden Wilde            | Nouvelle-Zélande | 2 h 18 min 24 s |
| Médaille d'argent  | Arthur Serrières        | France           | 2 h 18 min 46 s |
| Médaille de bronze | Ruben Ruzafa            | Espagne          | 2 h 19 min 17 s |
| 4                  | Seth Rider              | États-Unis       | 2 h 20 min 27 s |
| 5                  | Sébastien Carabin       | Belgique         | 2 h 20 min 46 s |
| 6                  | Josiah Middaugh         | États-Unis       | 2 h 21 min 10 s |
| 7                  | Maxim Chané             | France           | 2 h 24 min 0 s  |
| 8                  | Jens Emil Sloth Nielsen | Danemark         | 2 h 24 min 43 s |
| 9                  | Francisco Serrano       | Mexique          | 2 h 27 min 48 s |
| 10                 | Xavier Dafflon          | Suisse           | 2 h 28 min 11 s |

| Position           | Triathlète         | Pays       | Temps           |
| ------------------ | ------------------ | ---------- | --------------- |
| Médaille d'or      | Flora Duffy        | Bermudes   | 2 h 39 min 33 s |
| Médaille d'argent  | Loanne Duvoisin    | Suisse     | 2 h 44 min 59 s |
| Médaille de bronze | Michelle Flipo     | Mexique    | 2 h 48 min 35 s |
| 4                  | Eleonora Peroncini | Italie     | 2 h 54 min 6 s  |
| 5                  | Suzanne Snyder     | États-Unis | 2 h 59 min 54 s |
| 6                  | Alizée Patiès      | France     | 3 h 0 min 48 s  |
| 7                  | Carina Wasle       | Autriche   | 3 h 2 min 54 s  |
| 8                  | Amanda Felder      | États-Unis | 3 h 5 min 44 s  |
| 9                  | Katie Button       | Canada     | 3 h 9 min 16 s  |
| 10                 | Melanie McQuaid    | Canada     | 3 h 15 min 6 s  |